# Даду Сергій Михайлович
Сергі́й Миха́йлович Да́ду (Серге́й Да́ду, рум. Serghei Dadu, Сергей Даду; 23 січня 1981, Кишинів, Молдавська РСР, СРСР) — молдавський футболіст, нападник. Гравець збірної Молдови.

## Титули і досягнення
- Чемпіон Молдови (5):

Шериф: 2000-2001, 2001-2002, 2002-2003, 2006-2007, 2012-2013
- Володар Кубка Молдови (2):

Шериф: 2000-2001, 2001-2002
- Володар Суперкубка Молдови (1):

Шериф: 2003
- Чемпіон Росії (1):

ЦСКА: 2005
- Володар Кубка Росії (1):

ЦСКА: 2004-2005
- Володар Суперкубка Росії (1):

ЦСКА: 2004
- Найкращий бомбардир Чемпіонату Молдови (1):

Шериф: 2002-2003